# Hemigymnochaeta faini
Hemigymnochaeta faini är en tvåvingeart som beskrevs av Zumpt 1971. Hemigymnochaeta faini ingår i släktet Hemigymnochaeta och familjen spyflugor.
Artens utbredningsområde är Rwanda. Inga underarter finns listade i Catalogue of Life.